# حرية متبادلة

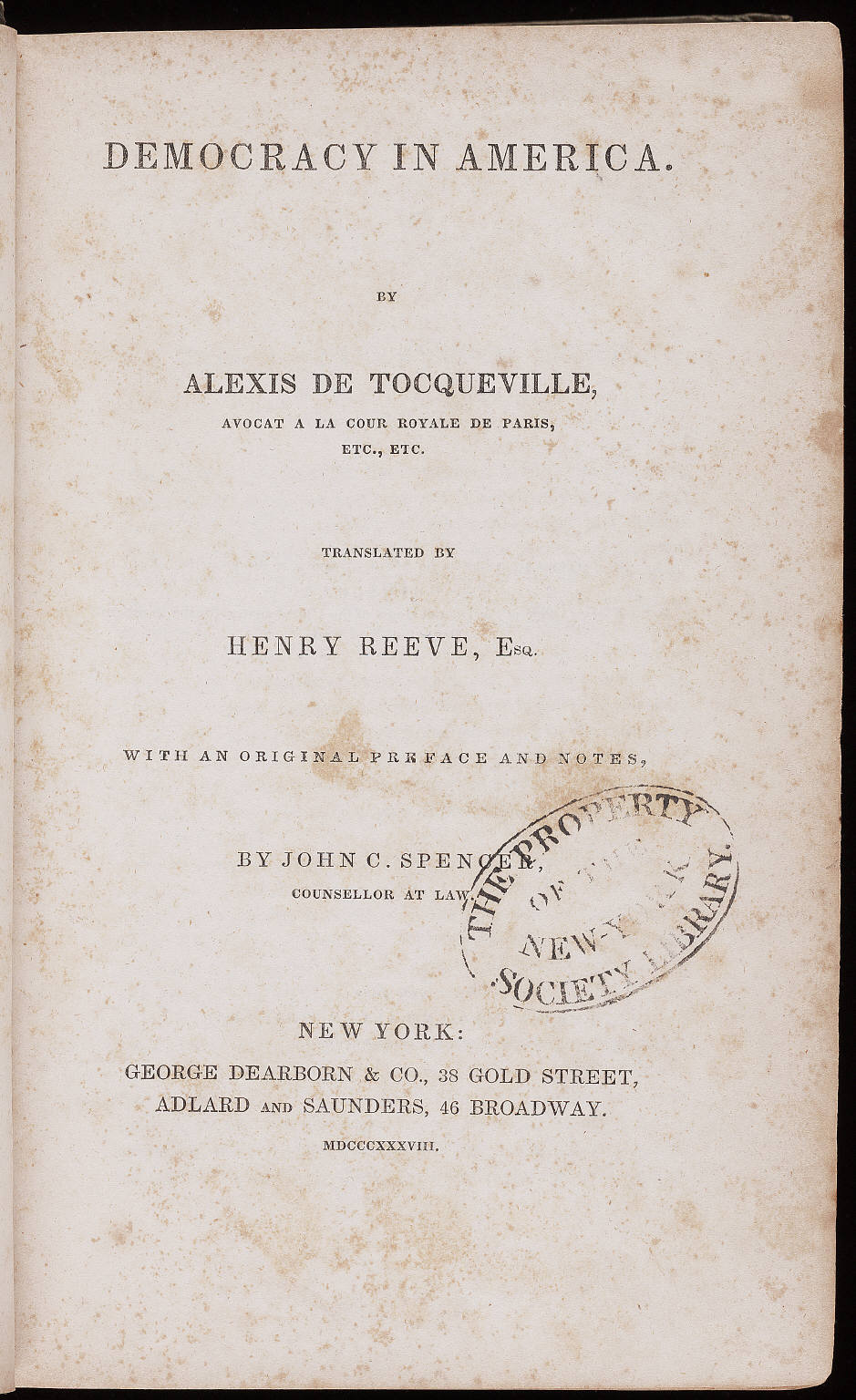

الحرية المتبادلة هي فكرة أول من ابتدعها الكسيس دو توكفيل في بحثه الذي كتبه في عام 1835 بعنوان الديموقراطية في أمريكا (Democracy in America). وفي الواقع كان توكفيل يشير إلى طبيعة المجتمع الأمريكي في أثناء القرن التاسع عشر، حيث تبين له، ولو ظاهريًا على الأقل، أن كل مواطن في الولايات المتحدة لديه الفرصة للمشاركة في الأنشطة المدنية للدولة. هناك طريقة أخرى للنظر إلى الحرية المشتركة عن طريق الوضع في الحسبان الإرادة الحرة الجماعية لكل فرد عاقل في المجتمع. وعلى الرغم من وجود فكرة الحرية المتبادلة التي قدمها توكفيل، فقد قام جون ستيوارت ميل بتوسيعها، حيث يؤمن ميل أن أفضل الفرص الملائمة للحرية المتبادلة هي مجتمع يحكمه موافقة المحكومين، أي جمهورية. ويرى ميل أنه في الجمهورية فقط يمكن للأفراد من جميع الفصائل المشاركة. ويقال أن الجمهورية من أشكال الحكم التي يقل فيها انقسام الناس، وهذه المقولة تتعلق إلى حد كبير بالحرية المتبادلة. وعلى نقيض الحرية الإيجابية والسلبية، فإن الحرية المتبادلة تشمل جميع المواطنين، ولا تفرق بين التوجه السياسي والوضع الاجتماعي، حيث تسود الحرية المتبادلة جميع قطاعات المجتمع بداية من الرجل المشرد الذي بلا مأوى حتى رئيس وزراء الدولة. كذلك، فإنها العملية التي يتم من خلالها ممارسة الإحساس العام بالأخلاق على أوسع نطاق من الناس في أي وضع طائفي محدد.

## الارتباط بالعدالة الاجتماعية
يمكن النظر إلى الحرية المتبادلة بأكملها على أنها مرتبطة بمفهوم العدالة الاجتماعية. وفي الواقع تعرف العدالة الاجتماعية بأنها تمتع كل فرد في مجتمع ما بالمساواة في الحصول على الفرص المتاحة للفئات المميزة. ويجب تحديد فكرة الامتياز هذه إلى حد ما بطريقة تماثل تلقي الأقل امتيازًا أكبر استفادة من التفاوتات الاقتصادية بالمجتمع. ناقش الأكاديميون هذا الإصدار من العدالة الاجتماعية بشكل مطول منهم جون راولز ورجال الدين مثل أوسكار رومر، حيث تناسب الحرية المتبادلة مخططات العدالة الاجتماعية بدقة في إيجاد هيكل اجتماعي يمكن أن يتيح بفاعلية الفرص المميزة لتصبح متاحة للجميع. وبدون هذه الهالة العامة من الحرية، التي هي بالضبط ما تقدمه الحرية المتبادلة، فإن إمكانية دعم العدالة الاجتماعية في مجتمع ما مستبعدة من الأساس،
ومع ذلك فإن المشكلة الواضحة في الربط المباشر بين الحرية المتبادلة والعدالة الاجتماعية أنه حتى يتم تطبيق العدالة الاجتماعية لابد أن تعوقك حرية الآخرين.

## وصلات خارجية
- John Stuart Mill in the Stanford Encyclopedia of Philosophy
- In Search of Tocqueville's Democracy in America ، information and resources about Alexis de Tocqueville.